# آگوستا ویکتوریا (کشتی)
آگوستا ویکتوریا (کشتی) (به انگلیسی: Augusta Victoria (ship)) یک کشتی است که طول آن ۱۴۴٫۸۰ متر (۴۷۵٫۱ فوت) می‌باشد. این کشتی در سال ۱۸۸۸ ساخته شد.